# Yeşilpınar, Tirebolu
Yeşilpınar là một xã thuộc huyện Tirebolu, tỉnh Giresun, Thổ Nhĩ Kỳ. Dân số thời điểm năm 2011 là 123 người.